# Marco Corner
Marco Corner o Cornaro (Venezia, 1286 – Venezia, 13 gennaio 1368) divenne il 21 luglio 1365 il 59º doge della Repubblica di Venezia.

## Biografia

### Origini
Nacque nel 1286 da Giovanni Corner "dai Santi Apostoli", personalità pubblica impegnata nella diplomazia, e da un'Agnese di cui si ignora il casato. Ebbe cinque fratelli: Tomaso, Filippo, Pietro, Benedetto e il più celebre Andrea, che ebbe importanti incarichi.
Le notizie sulla prima parte della sua esistenza sono molto scarse e controverse. Non è sicura la frequentazione dell'Università di Padova, dove avrebbe conseguito il dottorato in diritto. Doveva comunque essere un uomo di cultura, infatti dal suo testamento sappiamo che possedeva una propria biblioteca.
Le prime attestazioni certe sul suo conto sono datate 1336, ma potrebbe essere identificato con un Marco Corner che fu consigliere ducale il 22 maggio 1327, ambasciatore in Persia il 26 giugno 1328, bailo di Costantinopoli nel febbraio 1329, membro aggiunto in una commissione di tre savi incaricata di trattare con alcuni saraceni nel gennaio del 1332 e conte di Sebenico nel 1333. Va però precisato che esistette almeno un omonimo contemporaneo, ovvero Marco Corner di Leone che fu ambasciatore a Ravenna e a Forlì nel 1322.
La prima attestazione certa è datata al 1336, durante la guerra contro Alberto II e Mastino II della Scala. Nell'ottobre di quell'anno, assieme ad Andreasio Morosini, diresse l'esercito veneziano in un'incursione che raggiunse i sobborghi di Padova. Nel marzo del 1337 fu ambasciatore per conto della lega anti-scaligera, mentre era a Venezia il 4 agosto, quando Marsilio da Carrara trattò la consegna di Padova. Il 1º settembre successivo lasciò il comando delle truppe per diventare podestà di Padova, carica che mantenne sino al febbraio 1338.
Dopo una parentesi di silenzio, ricompare il 18 giugno 1340 a Udine, per arbitrare una vertenza di cui non ci è noto nient'altro. Il 21 giugno 1344 fu nominato conte di Zara e rivestiva ancora questa carica il 4 maggio 1345, quando la città si sollevo contro i veneziani; in quell'occasione fu costretto a riparare nella rocca cittadina, venendo tratto in salvo da Pietro Canal, giunto in città con cinque galere. Nuovamente scomparso dalle fonti, lo si ritrova nel 1347-48 come duca di Candia, mentre il 10 maggio 1350 risulta presente a Venezia.
Svolse ruoli di primo piano nel corso della terza guerra veneto-genovese. Il 1º maggio 1352, qualche tempo dopo la battaglia del Bosforo, il Senato nominò quattro provveditori all'armata di mare per coadiuvare il capitano generale Nicolò Pisani: furono eletti Marino Faliero, Marino Grimani, Giovanni Dolfin e il Corner. Raggiunto il comandante il 7 agosto a Candia, si decise di dirigere la flotta nel mar Maggiore, dividendola quindi in due squadre comandate rispettivamente dal Dolfin e dal Falier; quest'ultimo sottoscrisse poi l'atto con cui Giovanni V Paleologo cedeva a Venezia Tenedo per tutta la durata del conflitto, in cambio di un prestito di ventimila ducati. Non si hanno notizie particolari riguardo al Corner che, verosimilmente, restò al fianco del Pisani, tornando a Venezia a fine anno insieme agli altri provveditori - escluso il Dolfin. Nel gennaio del 1353, assieme al Falier, fu in missione presso re Luigi d'Ungheria che pretendeva la restituzione di Zara e della Dalmazia; di fronte alle minacce del sovrano, pronto ad affiancare Genova nel conflitto, gli ambasciatori ottennero l'arbitrato di Carlo IV di Lussemburgo che riuscì a risolvere la vertenza nel giro di qualche tempo. I due furono poi inviati presso l'imperatore e parteciparono nel febbraio alla riunione del Parlamento di Vienna; vi si trovavano ancora il 14 marzo, quando Carlo conferì loro il titolo di cavalieri. Entro la fine del mese il Corner tornò a Venezia, dove riferì al governo le intenzioni di Luigi.
Nell'ottobre del 1354 entrò in una commissione di cinque savi incaricati di prendere alcuni provvedimenti, tra cui quelli riguardati la discesa di Carlo IV in Italia. Il mese dopo fu in missione con altri tre veneziani per raggiungere l'imperatore a Mantova. In quell'occasione, su mandato del Collegio, presentò una possibile bozza dell'accordo di pace con Genova. Il 29 novembre riferì al Collegio e al Senato del proprio operato.
L'anno successivo gli fu chiesto di assumere la carica di capitano generale da Mar, ma rifiutò adducendo motivi di salute (fu sostituito con Bernardo Giustinian). Si trovava a Venezia durante la congiura del Falier e in casa sua si riunirono i patrizi per decidere le misure da prendere contro la crisi. Posto a capo della difesa della città, resse la Repubblica per il breve periodo intercorso fra l'esecuzione del Falier (17 aprile) e l'elezione del successore Giovanni Gradenigo (21 aprile). Il 1º settembre dello stesso anno fu nuovamente nominato podestà di Padova ed era ancora in carica il 13 giugno 1356.
Le notizie successive al 1355 sono scarse anche se risulta che concorse, senza successo, alla carica di Doge durante il "conclave" del 1361 da cui uscì vincitore il suo predecessore, Lorenzo Celsi. All'epoca risultava cavaliere ma non è chiaro da chi gli fosse stato conferito questo titolo.

## Dogato

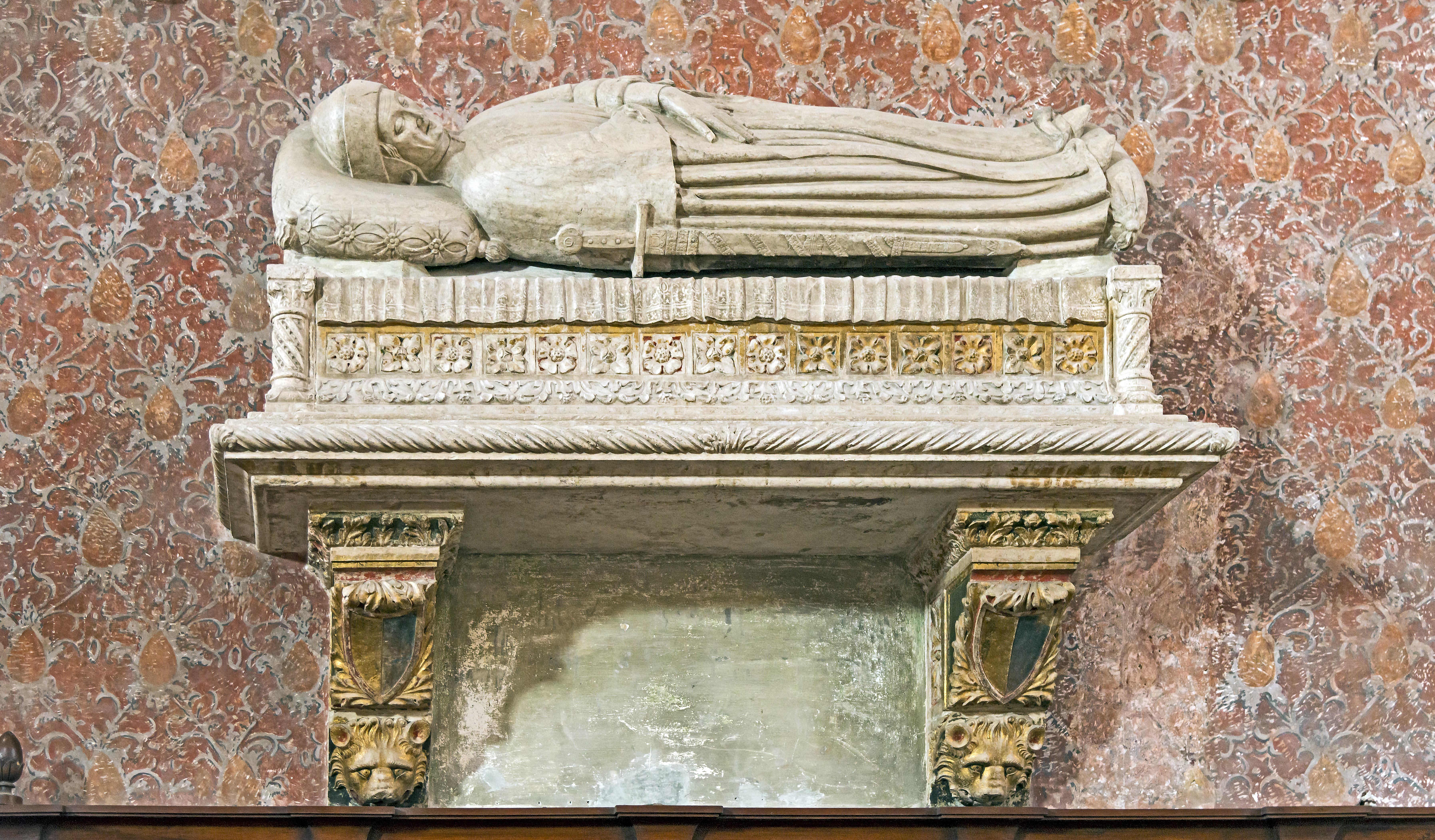
Tomba a San Zanipolo

La morte di Lorenzo Celsi il 18 luglio 1365, ufficialmente per una malattia psichica, e il pronto conclave che lo elesse, il 21 dello stesso mese, palesarono una certa tensione nella società veneziana che, appena scampata alla congiura del 1355, aveva temuto di ripiombare nella guerra civile.
Nonostante le calunnie degli avversari riguardo al “misero” casato della moglie, la figura di Corner emerse come ideale per la suprema carica: anziano, modesto, fedele. Una volta eletto introdusse infatti un comportamento dimesso e rispettoso verso gli organi pubblici, molto diverso dall'arroganza di molti suoi predecessori. Durante i due anni e mezzo del suo regno Venezia non vide grandi cambiamenti o guerre riuscendo a restare concentrata sulla sua principale fonte di ricchezza: i commerci internazionali.
L'unica nota stonata venne dall'isola di Creta (Candia) dove, in seguito ad una rivolta, i veneziani furono costretti a decimare la popolazione e radere al suolo molti villaggi, ripopolando poi la zona con coloni selezionati per la loro fedeltà.
Marco Corner morì alle prime luci dell'alba del 13 gennaio 1368, concludendo una vita da protagonista della Serenissima Repubblica.